# Relatos de las Hespérides
Relatos de las Hespérides es un libro de relatos escrito por Mohamed Sibari. El título del libro hace referencia al jardín de las Hespérides que se encuentra en Larache, ciudad marroquí en la que se sitúa la acción de todos los relatos. Se caracterizan por la evocación de los paisajes de la ciudad de Larache y por la crítica social de la avaricia y la corrupción.

## Contenido
El libro se compone de trece relatos:
1. «Brujería»: una joven acude a un brujo para conseguir que su amado le corresponda. Lo que el brujo le manda hacer despierta la avaricia de unos cuantos personajes dispuestos a lo que sea con tal de obtener beneficio del deseo de la joven.
2. «Poligamia»: el joven Ahmed solo piensa en prosperar económicamente y no quiere casarse ni tener hijos. Sin embargo, tras verse obligado a contraer matrimonio, se casa con varias mujeres hasta que todas empiezan a pensar más en su herencia que en él.
3. «La hija de papi»: un honrado funcionario se ve obligado a abrir expediente a dos subalternos que resultan ser familiares de altos cargos. El asunto termina con la dimisión del honrado y el ascenso de los corruptos.
4. «Efecto óptico»: Nordín lleva mucho tiempo queriendo comprarse unas gafas de sol y por casualidad encuentra unas, de las que se apropia sin molestarse en preguntar por el dueño. Esas gafas le traerán un serio disgusto.
5. «Los invitados»: la hospitalidad del padre de Al-Lal condena a este a convivir con numerosos invitados en su casa, hasta el punto de hacerle la vida imposible. Tendrá que buscar la intimidad fuera de casa, lo que le acarreará problemas añadidos.
6. «Hierba buena»: un ministro marroquí recorre todas las provincias del país para escuchar las peticiones de los ciudadanos. Tras pasar por el sur y el centro, llegará a la zona norte, donde la petición recibida lo sorprenderá.
7. «Corrupción sanitaria»: el joven doctor Simo tiene un compromiso con el Estado para trabajar por ocho años, pero desea buscarse la vida en el sector privado antes de ese plazo. Menos mal que todo se puede conseguir sobornando a algún funcionario corrupto.
8. «Un don de Al-Lah»: Taher y Karim son dos peluqueros que comparten establecimiento. Al separarse, Karim acaba quedándose con todos los clientes de Taher. Este envía a un espía para averiguar cuál es el secreto que esconde la peluquería de Karim.
9. «Aitor el chivato»: el pequeño Aitor es conocido en la escuela por ser un chivato de vocación. Cuando no hay ningún secreto que revelar, se los inventa. Después, va un paso más allá.
10. «Hamido Kuela, Aicha Kandicha y los tres cerditos»: a Hamido Kuela le gusta sobremanera alardear de sus conquistas amorosas, mientras que su mujer, Aicha Kandicha, mantiene sus propias aventuras en secreto.[2]
11. «Ueld esuk»: una joven se enamora de Hammadi, que ya tiene mujer e hijos y no desea casarse de nuevo. Sin embargo, el padre de la joven está empeñado en desposarla con Hammadi e intenta obligar a este a que acepte.
12. «Certificados»: una enemiga de la madre de Tarik decide denunciar a este para hacer daño a la madre. Gracias a sus contactos en la administración consigue un certificado falso que le permite acusar a Tarik de violación.
13. «La tentación»: Laachiri, joven enfermero en el Hospital Civil de Larache, tiene una casa donde llevar a sus ligues. No solo la usa él, sino también sus compañeros del hospital, que le piden las llaves de vez en cuando.

## Ambientación
Todos los relatos incluidos en el libro están ambientados en la ciudad de Larache (Marruecos). Junto a la temática específica que aborda cada uno de los relatos, todos tienen en común la evocación de los paisajes y la historia de Larache, así como la crítica del ambiente sociocultural de la ciudad. El propio título del libro hace referencia a un lugar icónico de ciudad, el jardín de las Hespérides. Por todo ello, el escritor Sergio Barce se ha referido a Sibari como «el narrador oficial de Larache».

## Temática
Sibari aborda varias temáticas a lo largo de los trece relatos que componen el libro. Uno de ellos es el poder de dinero en la sociedad y la corrupción que provoca en la moral y en la política, como sucede en los relatos «Corrupción sanitaria» y «La hija de papi». Sibari también trata cuestiones políticas relacionadas con los países vecinos de Marruecos como España y Argelia. La crítica a la superstición y a tradiciones anticuadas aparece asimismo de manera recurrente, por ejemplo en «Brujería».

## Estilo
El estilo literario empleado por Sibari en los Relatos de las Hespérides es sencillo y transparente, basado en el habla marroquí. El autor utiliza incluso algunos dichos, chistes, expresiones y proberbios populares. Con ello trata de presentar los relatos con la mayor naturalidad posible, transmitiendo la sensación de que de verdad podrían haber sido escuchados en boca de una persona cualquiera en cualquier calle de Marruecos.